# Zbrodnia w Małem Czystem
Zbrodnia w Małem Czystem – seria zbiorowych egzekucji przeprowadzonych przez członków niemieckiego Selbstschutzu w nieczynnej kopalni piasku w pobliżu wsi Małe Czyste. W okresie od września do listopada 1939 r. zamordowano tam kilkuset mieszkańców ziemi chełmińskiej.

## Przejęcie władzy przezSelbstschutz
Chełmno zostało zajęte przez oddziały Wehrmachtu 6 września 1939 r. W mieście i jego okolicach natychmiast uaktywnili się członkowie miejscowego Selbstschutzu – paramilitarnej formacji złożonej z przedstawicieli niemieckiej mniejszości narodowej, zamieszkującej przedwojenne terytorium Rzeczypospolitej. Niezwłocznie rozpoczęły się aresztowania Polaków, których ofiarą padli przede wszystkim przedstawiciele lokalnych elit politycznych, gospodarczych i intelektualnych, ale również osoby do których członkowie Selbstschutzu żywili po prostu osobiste urazy bądź pretensje. Był to zresztą jedynie element szeroko zakrojonych działań eksterminacyjnych, realizowanych przez Niemców na całym Pomorzu w ramach tzw. akcji „Inteligencja”.
Los aresztowanych mieszkańców Pomorza bywał różny. Nielicznych zwalniano, wielu wysłano do obozów koncentracyjnych w głębi Rzeszy lub wysiedlano do Generalnego Gubernatorstwa. Tysiące Polaków i Żydów poniosło też śmierć z rąk bojówek Selbstschutzu. W okolicach Chełmna największe egzekucje Selbstschutz przeprowadził w lesie Rybieniec w pobliżu wsi Klamry (2-2,5 tys. zamordowanych). Drugim co wielkości (po Klamrach) miejscem eksterminacji mieszkańców powiatu chełmińskiego stały się okolice wsi Małe Czyste.

## Egzekucje w Piaskowni
Na miejsce zbiorowych egzekucji Selbstschutzmani wybrali nieczynną kopalnię piasku (piaskownię), znajdującą się pomiędzy wsiami Małe Czyste i Dorposz Szlachecki. W okresie od września do listopada 1939 r. zamordowano tam kilkuset mieszkańców Ziemi chełmińskiej. Maria Wardzyńska ocenia liczbę ofiar na około 400. Według okolicznych mieszkańców i niektórych badaczy liczba zamordowanych mogła jednak osiągnąć nawet 800.
Większość ofiar stanowili więźniowie prowizorycznego aresztu, zorganizowanego przez Selbstschutz w budynkach dawnego polskiego komisariatu policji w Dorposzu Szlacheckim. Wśród zamordowanych przeważali księża katoliccy, nauczyciele, urzędnicy, członkowie Związku Weteranów Powstań Narodowych RP, Towarzystwa Powstańców i Wojaków oraz Przysposobienia Wojskowego. Ofiary pochodziły głównie z Chełmna, Kijewa Królewskiego, Starogrodu i Unisławia. W piaskowni zamordowano też 21 rolników zamieszkujących Małe Czyste.
Kilku Polakom udało się uciec z miejsca egzekucji, dzięki czemu wiadomo jak przeprowadzane były egzekucje. Ofiary przywożono na miejsce kaźni zazwyczaj nocą i rozstrzeliwano nad otwartymi grobami w świetle samochodowych reflektorów. Wcześniej skazanych zmuszano do wykopania sobie grobów. Selbstschutzmani zasadniczo nie kryli się z popełnianymi zbrodniami, podkreślając, iż są one dokonywane w ramach zemsty za rzekome polskie okrucieństwa popełnione podczas tzw. „Bydgoskiej krwawej niedzieli”.
W sierpniu 1944 r., w związku ze zbliżaniem się Armii Czerwonej, Niemcy przystąpili do zacierania śladów zbrodni. Zwłoki pomordowanych zostały wykopane i spalone. Dokonał tego specjalny niemiecki oddział zakwaterowany w pobliżu miejsca kaźni. Według zeznań świadków ciała ofiar palono przez dwa dni i dwie noce. Po wojnie na miejscu kaźni odnaleziono popioły zamordowanych, fragmenty kości, guziki, klamry od pasów itp. Miejscowa ludność twierdziła, iż ofiary mordu były wcześniej pochowane w sześciu masowych grobach, rozsianych na obszarze o powierzchni około 100 metrów kwadratowych.
Po wojnie na miejscu straceń postawiono pomnik ku czci ofiar.